# Bruce Malouf
Bruce Malouf (ur. 3 marca 1956 w Coonabarabran, zm. 14 listopada 2019) – australijski rugbysta grający na pozycji młynarza, reprezentant kraju.
Grać w rugby zaczynał podczas nauki w St Joseph's College, dwukrotnie zwyciężając w międzyszkolnych rozgrywkach. Pociągnęło to za sobą powołanie do kadry Australian Schoolboys w roku 1975.
Po zakończeniu nauki związał się z klubem Randwick, dla którego w latach 1977–1983 rozegrał 82 spotkania, w tym 75 w pierwszej drużynie. Klub w tym czasie czterokrotnie zwyciężał w rozgrywkach Shute Shield (1978, 1979, 1981 i 1982). 
W latach 1980–1983 dziewięciokrotnie wystąpił w stanowych barwach. Jego miejsce w obu tych zespołach przejął następnie Eddie Jones.
W roku 1981 otrzymał powołanie do kadry narodowej na tournée po Europie, jednak ze względu na złamaną nogę powrócił do kraju nie rozegrawszy żadnego spotkania. W roku następnym zagrał w testmeczu przeciwko All Blacks, a wraz z nim w pierwszej linii młyna debiutowali także John Coolican i Andy McIntyre. Był to jego jedyny występ w australijskiej reprezentacji.
Żonaty z Sue, syn Christian, córka Eloise.